# 6119 Hjorth
6119 Hjorth (1986 XH) là một tiểu hành tinh vành đai chính được phát hiện ngày 6 tháng 12 năm 1986 bởi P. Jensen ở Brorfelde.